# ۴۲۲ (قمری)
۴۲۲ (قمری)، چهارصد و بیست و دومین سال در گاهشماری هجری قمری است. اول محرم این سال برابر با چهارم ژانویه سال ۱۰۳۱ میلادی است.